# Erebia schansiana
Erebia schansiana är en fjärilsart som beskrevs av Goltz 1937. Erebia schansiana ingår i släktet Erebia och familjen praktfjärilar. Inga underarter finns listade i Catalogue of Life.